# Správní obvod obce s rozšířenou působností Říčany

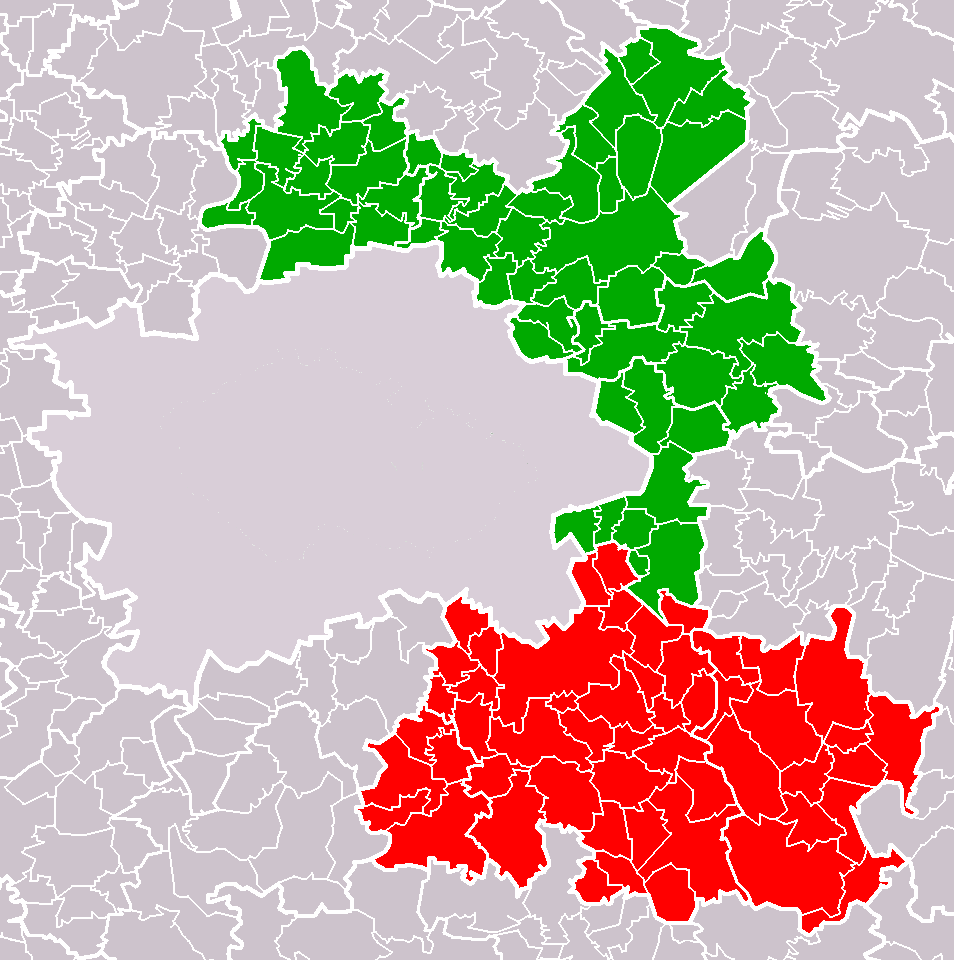
Správní obvod ORP Říčany (červeně) zaujímá jižní polovinu okresu Praha-východ

Správní obvod obce s rozšířenou působností Říčany je od 1. ledna 2003 jedním ze dvou správních obvodů rozšířené působnosti obcí v okrese Praha-východ ve Středočeském kraji. Čítá 52 obcí, z toho 3 města. Rozkládá se v jižní části okresu.
Sousedními správními obvody obcí s rozšířenou působností jsou v rámci kraje (od severu po směru hodinových ručiček) Brandýs nad Labem-Stará Boleslav, Český Brod, Kolín, Kutná Hora, Benešov a Černošice. Sousedí také se správními obvody hlavního města Prahy Praha 11 a Praha 22.
Města Říčany a Kostelec nad Černými lesy a obec Kamenice jsou obcemi s pověřeným obecním úřadem.

## Seznam obcí
Poznámka: Města jsou vyznačena tučně, části obcí malince.
- Babice
- Březí
- Černé Voděrady
- Čestlice
- Dobřejovice
- Doubek
- Herink
- Hrusice
- Jevany
- Kaliště (Kaliště, Lensedly, Poddubí)
- Kamenice (Kamenice, Ládeves, Ládví, Nová Hospoda, Olešovice, Skuheř, Štiřín, Struhařov, Těptín, Všedobrovice)
- Klokočná
- Konojedy (Klíče, Konojedy)
- Kostelec nad Černými lesy (Kostelec nad Černými lesy, Svatbín)
- Kostelec u Křížků
- Kozojedy
- Křenice
- Křížkový Újezdec (Čenětice, Křížkový Újezdec)
- Kunice (Dolní Lomnice, Horní Lomnice, Kunice, Vidovice, Všešímy)
- Louňovice
- Mirošovice
- Mnichovice (Božkov, Mnichovice, Myšlín)
- Modletice
- Mukařov (Mukařov, Srbín, Žernovka)
- Nučice
- Nupaky
- Oleška (Brník, Bulánka, Králka, Krymlov, Oleška)
- Ondřejov (Ondřejov, Třemblat, Turkovice)
- Oplany
- Pětihosty
- Petříkov (Petříkov, Radimovice)
- Popovičky (Chomutovice, Nebřenice, Popovičky)
- Prusice
- Radějovice (Olešky, Radějovice)
- Říčany (Jažlovice, Kuří, Pacov, Radošovice, Říčany, Strašín, Voděrádky)
- Senohraby
- Sluštice
- Štíhlice
- Strančice (Kašovice, Otice, Předboř, Sklenka, Strančice, Svojšovice, Všechromy)
- Struhařov
- Stříbrná Skalice (Hradec, Hradové Střimelice, Kostelní Střimelice, Stříbrná Skalice)
- Sulice (Hlubočinka, Nechánice, Sulice, Želivec)
- Světice
- Svojetice
- Tehov
- Tehovec
- Velké Popovice (Brtnice, Dub, Dubiny, Klenové, Krámský, Křivá Ves, Lojovice, Mokřany, Řepčice, Velké Popovice)
- Vlkančice (Pyskočely, Vlkančice)
- Všestary (Menčice, Všestary)
- Výžerky
- Vyžlovka
- Zvánovice

## Obyvatelstvo
| Rok  | Obyv.  | ± %    |
| ---- | ------ | ------ |
| 1869 | 31 729 | —      |
| 1880 | 32 887 | +3,6 % |
| 1890 | 33 131 | +0,7 % |
| 1900 | 33 334 | +0,6 % |
| 1910 | 34 257 | +2,8 % |

| Rok  | Obyv.  | ± %     |
| ---- | ------ | ------- |
| 1921 | 35 010 | +2,2 %  |
| 1930 | 39 792 | +13,7 % |
| 1950 | 39 876 | +0,2 %  |
| 1961 | 40 868 | +2,5 %  |
| 1970 | 38 134 | −6,7 %  |

| Rok  | Obyv.  | ± %     |
| ---- | ------ | ------- |
| 1980 | 38 948 | +2,1 %  |
| 1991 | 37 605 | −3,4 %  |
| 2001 | 40 107 | +6,7 %  |
| 2011 | 60 107 | +49,9 % |
| 2021 | 77 258 | +28,5 % |